# 2022 في بنغلاديش
هذهِ المقالة تتضمن ملخص الأحداث التي وقعت في بنجلاديش عام 2022.

## مسؤولون
- الرئيس - عبد الحميد
- رئيسة الوزراء - الشيخة حسينة
- رئيس القضاة - حسن فايز صديقي
- المتحدث - شيرين شارمين شودري

## الأحداث

### يناير
- 12 يناير - تم افتتاح نفق سوراسابتاك [البنغالية]، الذي بناه الجيش البنغلاديشي.[1]
- 18 يناير
  - تم إجراء الانتخابات الثالثة لـ شركة مدينة نارايانجانج [البنغالية].[2] أصبحت سيلينا حياة آيفي عمدة للمرة الثالثة على التوالي.[3]
  - تم انتخاب زعيم رابطة عوامي خان أحمد شوفو [البنغالية] في الانتخابات الفرعية لدائرة تانجيل-6 [البنغالية].[4]

### فبراير
- 26 فبراير - تشكيل لجنة الانتخابات الثالثة عشرة في بنجلاديش وهيَّ هيئة الحبيب أوال [البنغالية].

### يونيو
- 4 يونيو 7 يونيو - حريق في مستودع حاوية سيتاكوندا
- 15 يونيو - إجراء انتخابات مؤسسة مدينة كوميلا [البنغالية]. انتخب عرفان الحق رفعت عمدة.
- 17 يونيو 18 يونيو - حريق في Narayanganj EPZ.
- من 16 إلى 17 يونيو - تم الإعلان عن مستويات شديدة من مخاطر الفيضانات في المقاطعات الشمالية الشرقية من بنغلاديش، أدّت إلى تضرر الملايين.

## الوفيات

### يناير
- 9 يناير - شهيد سيف الدين [البنغالية]، مهندس ميكانيكي وتقني، أدخل اللغة البنغالية في أجهزة الكمبيوتر.[5] (وُلِدَ في 1948)
- 11 يناير - محمود الحق [البنغالية]، رسام والمدير العام السابق لمتحف بنغلاديش الوطني [6]
- 19 يناير - كازي أنور حسين [البنغالية]، كاتب ومترجم، مبتكر الشخصية الخياليّة مسعود رنا [البنغالية].[7]

### أبريل
- 30 أبريل - أبو المال عبد المحيط [البنغالية] وزير مالية بنجلاديش الأسبق وخبير اقتصادي وسياسي وكاتب ولغوي.[8]